# Mitsubishi Pajero Pinin
Mitsubishi Pajero Pinin — автомобиль японской компании Mitsubishi. Выпускался с 15 июня 1998 года в трёхдверном кузове и с августа 1998 года в пятидверном. В некоторых странах известен как Pajero iO, Montero iO, Shogun Pinin, Pinin. С 2002 года производится по лицензии в Бразилии как Pajero TR4. Кроме того (как было и со снятым с производства Pajero II), лицензионное производство (преимущественно для внутренних нужд полиции и армии) ведётся китайской компанией Changfeng, под названием Changfeng Feiteng CFA6400.

## Конструкция
Конструктивно Mitsubishi Pajero Pinin / iO во многом связан с моделью Pajero, однако, в этой машине несущим элементом является не рама, а кузов. Авторами внешнего вида и интерьера Mitsubishi Pajero Pinin / iO ( IO  по-итальянски значит просто «я») стали итальянцы из кузовного ателье Pininfarina, о чем свидетельствует сокращение Pinin. Для европейского рынка автомобиль производится на заводе Pininfarina.
Колёсная база Mitsubishi Pajero Pinin / iO в трёхдверном исполнении составляет 2280 мм, в пятидверном — 2450 мм. Передняя подвеска выполнена на стойках Макферсона, задняя — пятирычажная.
Автомобили выпускались с тремя вариантами трансмиссии: многорежимным полным приводом (Super Select первого поколения), постоянным полным приводом, и задним приводом.
На внутреннем японском рынке в качестве опции предлагался самоблокирующийся дифференциал задней оси.
Доступные для Mitsubishi Pajero Pinin / iO двигатели — 4G93 (1,8 литра, MPI и GDI, от 116 л.с. в атмосферном варианте до 160 л. с. в турбированном), 4G94 (2 литра, GDI, 129 л. с. для Pinin и 136 л.с. для iO). На рынке Ближнего Востока — 4G18 (1.6 литра, MPI). Коробки переключения передач - 5-ступенчатая механическая и 4-ступенчатая автоматическая.

## Производство
| Год  | Произведено | Произведено | Произведено |
| Год  | Япония      | Италия      | Бразилия    |
| ---- | ----------- | ----------- | ----------- |
| 1998 | 54,262      | -           | -           |
| 1999 | 51,516      | неизв.      | -           |
| 2000 | 24,783      | 18,626      | -           |
| 2001 | 13,799      | 12,150      | -           |
| 2002 | 8,959       | 11,300      | 1,380       |
| 2003 | 9,016       | 8,313       | 3,180       |
| 2004 | 8,136       | 8,579       | 6,090       |
| 2005 | 3,592       | -           | 5,280       |
| 2006 | 2,564       | -           | 6,060       |
| 2007 | 505         | -           | 9,300       |

(Источник: Facts & Figures 2000, Facts & Figures 2005, Facts & Figures 2008, сайт Mitsubishi Motors)